# Primogéniture

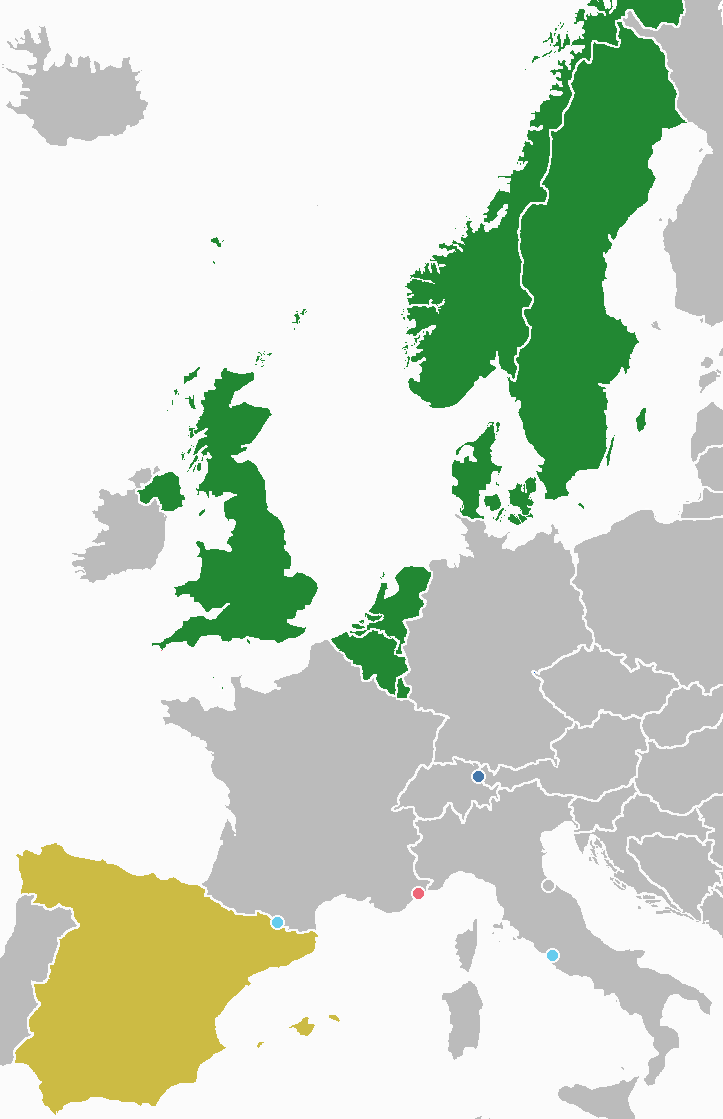
Types de succession des monarchies en Europe.
Primogéniture absolue
Primogéniture cognatique avec préférence masculine en cours de changement en primogéniture absolue
Primogéniture cognatique avec préférence masculine
Primogéniture agnatique
Par élection ou désignation

La primogéniture (du latin primo, « premier » et genitura, de gignere, « engendrer ») désigne le droit du premier enfant légitime à hériter de l'ensemble ou de la majorité du patrimoine de ses parents lors d'une succession. Par extension, l'ordre de succession est confondu avec l'ordre de naissance. Cette notion s'oppose au partage en parts égales entre héritiers, notamment au partage salique, en vigueur lors des époques mérovingiennes et carolingiennes, ainsi qu'aux successions électives, comme existantes au sein du Saint-Empire romain germanique. Elle permet d'éviter la fragmentation territoriale d'un royaume, tout en préservant un contrôle dynastique.
On distingue la primogéniture agnatique, où seul l'aîné mâle en mesure d'hériter est le bénéficiaire, de la primogéniture cognatique (ou absolue) qui n'accorde pas de préférence à un sexe. Un troisième type, dit agnatique-cognatique ou cognatique avec préférence masculine, accorde aux femmes une place dans la ligne de succession, mais uniquement si aucun fils n'est en mesure d'hériter.
Il s'agissait, au XXe siècle encore, du mode de succession principal en vigueur dans les monarchies modernes, comme au Royaume-Uni (primogéniture cognatique) jusqu'en 2013. De nos jours, seule l'Espagne utilise encore la primogéniture agnatique-cognatique, bien que celle-ci soit en train de changer pour une primogéniture absolue. 

## Développement ultérieur à l'époque moderne
En France, la convention nationale du 7 mars 1793 décide que les anciens nobles ne peuvent plus transmettre exclusivement leurs biens au fils aîné. En conséquence, le droit civil des successions s'appliquait également à ces familles.